# Den Europæiske Filmhøjskole
Den Europæiske Filmhøjskole (engelsk: European Film College) er en dansk folkehøjskole, som blev grundlagt i 1993 med det formål at bidrage til udviklingen af filmproduktion i Europa. Højskolen er beliggende i Ebeltoft på Syddjursland. Højskolen tilbyder en 1-årig internationalt anerkendt grunduddannelse i filmproduktion.
En bestyrelse blev nedsat i 1989 med Morten Arnfred som formand, og den første rektor blev Bjørn Erichsen. Hertil kommer en række prominente medlemmer af et rådgivende udvalg som Bernardo Bertolucci, Milos Forman og Andrzej Wajda.
De finske arkitekter Heikkinen – Komonen Architects står bag det omfattende byggeri, som blev indviet i maj 1993.
Bygningerne ligger på de træklædte skråninger nord for Ebeltoft og rummer filmstudier, biografer, klasseværelser, kontorer, køkken samt lejligheder/værelser til lærere og studerende.
Hvert år afholdes et nimåneders kursus for 120 filminteresserede unge fra hele verden. Emnerne omfatter samtlige dele af filmproduktion.
Fra maj til august kan afholdes seminarer for faginteresserede, og i feriemåneden juli afholdes sommerkurser for alle interesserede.
Nikolaj Davidsen og Åsa Mossberg er det nuværende forstanderpar på Den Europæiske Filmhøjskole. De startede 1. august 2021. Tidligere forstandere på filmhøjskolen er: Ellen Riis, Nadia Kløvedal Reich, Mette Damgaard-Sørensen, Søren Høy, Pia Maria Marquard, Jens Rykjær, Kjeld Veirup og Bjørn Erichsen.

## Tidligere alumner
- Pilou Asbæk, skuespiller
- Ronnie Fridthjof, producer
- Nikolaj Arcel, instruktør
- Rasmus Heide, instruktør
- Andrés Longares, producer
- Charlotte Bruus Christensen, fotograf
- Christina Rosendahl, instruktør
- Joachim Trier, instruktør
- Sturla Brandth Grøvlen, fotograf
- Stephania Potalivo, skuespiller